# 第二代克里夫蘭公爵查爾斯·斐茲洛伊
查爾斯·斐茲洛伊（英語：Charles FitzRoy，1662年6月18日—1730年9月9日），第二代克里夫蘭公爵（2nd Duke of Cleveland）、第一代南安普頓公爵（1st Duke of Southampton）、英格蘭首席執事，是查理二世與克里夫蘭女公爵的私生子。

## 生平
1675年，查爾斯成為了南安普敦公爵。
1709年其母去世，他繼承了母親的爵位成為克里夫蘭公爵。

## 逝世
克里夫蘭公爵於1730年9月9日去世，同年11月3日被安葬在西敏寺，沒有紀念碑，但他的名字被刻在皇家空軍禮拜堂的地板上。